# Disney Junior (Polska)
Disney Junior Polska (dawniej Playhouse Disney Polska) – polskojęzyczna stacja telewizyjna, polski odpowiednik międzynarodowego Disney Junior. W ramówce znajdują się edukacyjne seriale, przeważnie animowane, ale również seriale animowane dawniej emitowane na Disney Channel dla dzieci w wieku do 12 lat. W Polsce zadebiutował 3 grudnia 2006 roku i był porannym blokiem programowym emitowany na kanale Disney Channel. 1 września 2010 roku wystartował jako prawdziwy kanał i został nazwany Playhouse Disney. 1 czerwca 2011 kanał, jak i blok zmienił nazwę na Disney Junior. Blok jak i zarówno kanał o starej nazwie Playhouse Disney był jeszcze emitowany do roku 2013 a jego regularną emisję na dobre zakończono w marcu tego samego roku.
1 września 2010 Playhouse Disney pojawił się jako osobny kanał, natomiast 1 czerwca 2011 zmieniono nazwę na Disney Junior. Obecnie kanał jest dostępny dla abonentów m.in. telewizji kablowej UPC, Vectra (w październiku 2010), a także Platforma Canal+, Polsat Box. Stacja emituje swoje programy codziennie i to przez 24 godziny na dobę, w panoramicznym formacie obrazu 16:9 z wyborem polskiej i angielskiej ścieżki dźwiękowej.

## Historia
Disney Junior to międzynarodowy blok na kanale Disney Channel, emitujący programy i bajki dla dzieci w wieku przedszkolnym. Są to głównie edukacyjne seriale animowane, takie jak Klub przyjaciół Myszki Miki czy Pidżamersi oraz seriale fabularne, np. Poruszamy wyobraźnię czy Leniuchowo, a także seriale przygodowe (Jake i piraci z Nibylandii). W USA zadebiutował pod nazwą Playhouse Disney w 1997, a wkrótce zaczął pojawiać się na całym świecie. Obecnie wciąż w niektórych krajach jest tylko blokiem na Disney Channel (m.in. w rodzinnym USA), a w niektórych już osobnym kanałem (m.in. w Wielkiej Brytanii, Włoszech i Australii). W Polsce zadebiutował wraz ze startem Disney Channel, czyli w grudniu 2006 jako poranny blok dla maluchów.

### Blok
Kanał Disney Junior zadebiutował w Polsce 3 grudnia 2006 roku pod nazwą Playhouse Disney, jako blok programowy w stacji Disney Channel, która na rynku polskim pojawiła się dzień wcześniej. Już w pierwszym dniu emisji, w bloku pojawiły się seriale animowane takie jak Klub przyjaciół Myszki Miki, Opowieści z Kręciołkowa i Stanley. Później Playhouse Disney wielokrotnie zmieniał godziny swojej emisji, mimo to zawsze były to godziny poranne; pierwsze emisje kanału odbywały się w godzinach 9:00-11:00.

### Stacja
Playhouse Disney tak naprawdę zastąpił kanał Jetix Play. Oficjalny debiut kanału miał miejsce 1 września 2010, najpierw stacja pojawiła się w telewizji kablowej UPC. W październiku kanał dołączył do oferty programowej telewizji kablowej Vectra, a 24 stycznia 2011 dołączył także do oferty Cyfrowego Polsatu. Dnia 1 lutego kanał pojawił się w telewizji n. 1 czerwca 2011 Playhouse Disney jak i blok na stacji Disney Channel zmienił nazwę na Disney Junior.